# 多田尋子
多田 尋子（ただ ひろこ、1932年1月19日- ）は長崎県生まれの小説家。日本女子大学国文科卒業。本名・石亀尋子。
駒田信二の朝日カルチャーセンターの小説教室に通っていた。

## 受賞・候補歴
- 1986年（昭和61年） - 「白い部屋」が第96回芥川賞候補作となる
- 1988年（昭和63年） - 「単身者たち」が第100回芥川賞候補作となる
- 1989年（平成元年） - 「裔の子」が第101回芥川賞候補作、「白蛇の家」が第102回芥川賞候補作となる
- 1991年（平成3年） - 「体温」が第105回芥川賞候補作、「毀れた絵具箱」が第106回芥川賞候補作となる
- 芥川賞に6回落選し、なだいなだ、阿部昭、増田みず子、島田雅彦らと共に最多落選記録者である。

## 著作
- 『裔の子』福武書店、1989年9月。ISBN 4-8288-2312-3。
- 『単身者たち』福武書店 1989
- 『臆病な成就』福武書店 1990
- 『体温』講談社 1992
- 『秘密』講談社 1993
- 『仮の約束』講談社 1994
- 『多田尋子小説集 体温』書肆汽水域  2019
- 駒田信二 編「凪」『老年文学傑作選』 37　、筑摩書房〈ちくまライブラリー〉、1990年3月。ISBN 4-480-05137-6。
- 鵜飼哲夫 編「毀れた絵具箱」『芥川賞候補傑作選』 平成編1　、春陽堂書店、2020年10月。ISBN 978-4-394-19006-6。